# Epitaksja
Epitaksja (gr. epi + taxis = na uporządkowanym) – technika półprzewodnikowa nakładania nowych warstw monokryształu na istniejące podłoże krystaliczne, która powiela układ istniejącej sieci krystalicznej podłoża. Opracował ją w 1957 roku N.N. Sheftal z zespołem. Pozwala ona kontrolować domieszkowanie warstwy epitaksjalnej (zarówno typu p, jak i n) i jest to niezależne od domieszkowania podłoża.
Odmianą tej technologii jest epitaksja z wiązek molekularnych, która umożliwia nanoszenie warstw krystalicznych o grubości jednego atomu i stosowana jest w produkcji kropek kwantowych oraz tak zwanych cienkich warstw.
Zjawisko epitaksjalnej krystalizacji lodu na jodkach metali jest wykorzystywane do rozpraszania mgły i wywoływania opadów.

## Rodzaje epitaksji
- MBE (molecular beam epitaxy) – epitaksja z wiązek molekularnych
- MOVPE (metalorganic vapour-phase epitaxy) – epitaksja z fazy gazowej z użyciem związków metaloorganicznych
- LPE (liquid‐phase epitaxy) – epitaksja z fazy ciekłej
- VPE (vapour-phase epitaxy) – epitaksja z fazy gazowej
- CBE (chemical-beam epitaxy) – epitaksja z wiązki chemicznej